# فریدریش ویلهلم براون
فریدریش ویلهلم براون (به انگلیسی: Friedrich Wilhelm Braun؛  ۱۸ ژوئیهٔ ۱۹۴۱ – ۲ فوریهٔ ۲۰۲۵) بازیکن بسکتبال اهل برزیل بود.